# オズボーン・マシマ
オズボーン・マシマ（Osborne Machima、1978年9月28日 - ）は、南アフリカ共和国出身の元男子プロボクサー、元キックボクサー。身長192cm。

## 来歴

### ボクシング
2002年5月11日、南アフリカヘビー級タイトルマッチでアントン・ネルと対戦、10RKOで敗北。
2005年4月16日、南アフリカヘビー級タイトルマッチでアントン・ネルと再戦、5RKOで破り同王座を獲得。
2008年2月2日、元WBO世界ヘビー級王者のコーリー・サンダースに1RKO勝利。

### キックボクシング
2003年9月21日、K-1 SURVIVAL 2003にシャカ・ズールのリングネームで参戦。ジェロム・レ・バンナと対戦し、右ローキックでKO負け。

## 戦績
- プロボクシング: 24戦 17勝 12KO 6敗 1分

| キックボクシング 戦績 | キックボクシング 戦績 | キックボクシング 戦績 | キックボクシング 戦績 | キックボクシング 戦績 | キックボクシング 戦績 | キックボクシング 戦績 |
| --------------------- | --------------------- | --------------------- | --------------------- | --------------------- | --------------------- | --------------------- |
| 1 試合                | (T)KO                 | 判定                  | その他                | 引き分け              | 無効試合              |                       |
| 0 勝                  | 0                     | 0                     | 0                     | 0                     | 0                     |                       |
| 1 敗                  | 1                     | 0                     | 0                     | 0                     | 0                     |                       |

| 勝敗 | 対戦相手             | 試合結果                   | 大会名                                                     | 開催年月日    |
| ×    | ジェロム・レ・バンナ | 2R 1:16 KO（右ローキック） | K-1 SURVIVAL 2003 〜JAPAN GP 決勝戦〜 【スーパーファイト】 | 2003年9月21日 |